# Klawiatura programisty
Klawiatura programisty – określenie układu klawiatury QWERTY umożliwiającego wprowadzanie znaków charakterystycznych dla danego języka.

## Polski
Litery z polskimi znakami diakrytycznymi (ą, ć, ę, ł, ń, ó, ś, ż, ź) uzyskuje się poprzez równoczesne wciśnięcie prawego klawisza Alt (lub AltGr) i łacińskiej litery, z której wywodzi się dodatkowy polski znak, np. „ę” uzyskuje się kombinacją klawiszy Alt i E. Wyjątkiem jest litera „ź”, którą uzyskuje się poprzez wciśnięcie równocześnie klawiszy Alt oraz X.
W systemie operacyjnym firmy Apple litery „ź” i „ż” były zamienione miejscami, czyli ⌥ Option+Z dawało „ź”, a ⌥ Option+X – „ż”. W wersji Mac OS X 10.5 (Leopard) sterownik klawiatury został zmieniony i litery ź oraz ż uzyskuje się tak jak w innych systemach operacyjnych.
Jest to obecnie najczęściej używany układ klawiatury w Polsce – mimo jego nieprzystosowania do profesjonalnego wpisywania danych tekstowych w języku polskim. Podstawowym punktem krytyki jest to, że pisanie metodą bezwzrokową jest znacznie trudniejsze, a co za tym idzie mniej wydajne niż w układzie maszynistki. Argumenty o jego uniwersalności też nie są do końca trafne; poza Polską i USA układ amerykański jest rzadko używany w krajach rozwiniętych, układ ten jest sprzeczny z międzynarodową normą ISO-3243-1975, na podstawie której powstało większość europejskich układów, wobec tego również brakuje przewidywanego przez tę normę klawisza OEM 102 obok lewego klawisza Shift, nie są też dostępne martwe klawisze dla znaków diakrytycznych spoza języka polskiego w odróżnieniu od układów z innych krajów, co znacząco utrudnia pisanie na innych układach klawiatury, a także w obcych językach, np. niemieckim, francuskim.
Według normy PN-I-06000:1997 układ programisty powinien dodatkowo zawierać: pod AltGr+3 kropkę (martwy znak), pod AltGr+4 kreskę (martwy znak), pod AltGr+5 ogonek (martwy znak), a pod AltGr+M symbol µ.

## Czeski
Litery z czeskimi znakami diakrytycznymi (á, č, ě, é, í, ř, š, ů, ú, ý, ž) uzyskuje się poprzez równoczesne wciśnięcie prawego klawisza Alt (lub AltGr) i odpowiednich klawiszy takich jak: 8, 4, 2, 0, 9, 5, 3, ;, [, 7, 6, co odpowiada ich położeniu na czeskim układzie QWERTZ.

## Rumuński
Litery z rumuńskimi znakami diakrytycznymi (â, ț, î, ă, ș) uzyskuje się poprzez równoczesne wciśnięcie prawego klawisza Alt (lub AltGr) i łacińskiej litery, z której wywodzi się dodatkowy rumuński znak (literę â uzyskuje się przez wciśnięcie prawego Alt+Q lub AltGr+Q).

## Łotewski
Łotewski układ klawiatury QWERTY umożliwia pozyskanie liter charakterystycznych dla języka łotewskiego poprzez wciśnięcie AltGr oraz odpowiedniej litery bez znaku diakrytycznego.